# تشويه معرفي
التشويه المعرفي أو التشوه المعرفي أو التحريف المعرفي (بالإنجليزية: Cognitive distortion)‏ هو مصطلح يُشير إلى الأفكار المبالغ فيها واللاعقلانية، والتي يُعتقد أنها تتسبب في استمرار الاضطرابات النفسية، وخاصة الاكتئاب والقلق، وقد وضع الطبيب النفسي آرون بيك الأساس النظري لدراسة هذه التشوهات، وأكمل طالبه ديفيد بيرنز البحث في هذا الموضوع. ويصف دليل الشعور الجيد لبيرنيز (1989) هذه الأنماط من التفكير وكيفية القضاء عليها.
يعتقد المعالجون المعرفيون أن التشوهات المعرفية هي الأفكار الكامنة وراء أن بعض الأفراد يرون الحقيقة بصورة غير دقيقة. وغالبا ما يقال أن هذه الأنماط من التفكير تُعزز الأفكار أو المشاعر السلبية. وتميل التشوهات الإدراكية إلى التداخل مع الطريقة التي ينظر بها الشخص إلى حدث ما. ولأن طريقة شعور الشخص تتداخل مع طريقة تفكيره، فإن هذه الأفكار المشوهة يمكن أن تغذي المشاعر السلبية، وتقود الفرد المتضرر من التشوهات المعرفية نحو نظرة سلبية عامة تجاه الحياة، وبالتالي حالة عقلية اكتئابية أو قلقة.

## التاريخ
في عام 1972، نشر الطبيب والمحلل النفسي والمعالج المعرفي آرون بيك كتابه الاكتئاب: الأسباب والعلاج. ولكونه غير راض عن العلاج الفريودي التقليدي للاكتئاب، فقد خلص إلى أنه لا توجد أدلة تجريبية على نجاح التحليل النفسي لفرويد في فهم أو علاج الاكتئاب. وقدم بيك في كتابه نظرة شاملة ومدعومة تجريبيا عن الاكتئاب، تضمنت الأسباب المحتملة، والأعراض، والعلاجات. ووصف بيك في الفصل الثاني «أعراض الاكتئاب» بعض «المظاهر المعرفية» للاكتئاب، بما في ذلك انخفاض التقييم الذاتي، والتوقعات السلبية، واللوم الذاتي والانتقاد الذاتي، والتردد والغموض، وتشويه صورة الجسم.
وفي عام 1980 قام بيرنز بنشر كتابه الشعور الجيد: العلاج الجديد للمزاج (مع مقدمة من أستاذه بيك)، وبعد تسع سنوات نشر كتابه «دليل الشعور الجيد». وقد بُنيت هذه الكتب على أعمال بيك المبكرة، وخاضت بشكل أعمق في تعريف وتطوير وعلاج التشوهات المعرفية، وتحديدا في ما يتعلق بالاكتئاب أو اضطرابات القلق.

## الأنواع الرئيسية
التشوهات المعرفية المدرجة أدناه هي فئات من التفكير التلقائي، ويجب تمييزها عن المغالطات المنطقية.

### دائما مُحق أو مُصيب
فكون الشخص مُخطأ يُعتبر أمرا لا يمكن تصوره. ويتميز هذا التشويه المعرفي بمحاولات فعالة ومستميتة من قِبل الشخص لإثبات أن تصرفاته أو أفكاره صحيحة، بينما تكون الأولوية في بعض الأحيان للمصلحة الذاتية على حساب مشاعر الغير.

### التفكير السحري
ويُعرف أيضا بالتفكير الرغبوي، وهو توقع نتائج معينة اعتمادًا على أداء بعض الأفعال أو التعبيرات غير المترابطة أو غير المؤدية لهذه النتيجة. ويُطلق عليه في المنطق اسم التفكير بالتمني.

### اللوم
وهو عكس الشخصنة؛ حيث يُلقي الشخص بالمسؤلية علي غيره، من حيث الضرر الذي يتسببون فيه، ولا سيما بسبب تعمدهم أو إهمالهم إلى الضائقة العاطفية.
- مثال: يُلقي شخص ما المسؤلية عن المشاكل الزوجية مثلا علي زوجته بشكل كامل، بدلا من النظر إلى دوره هو في هذه المشاكل.

### استبعاد أو خصم الإيجابيات
عدم احتساب الأحداث الإيجابية.
- على سبيل المثال: عند تلقي تهنئة، يقوم الشخص برفضها تلقائيا، معتقدا أنها غير مستحقة، ويترجم المجاملة تلقائيا (على الأقل داخليا) كمحاولة للإطراء أو ربما ناتجة عن السذاجة.
- مثال آخر: يمر الشخص بمواقف أو علاقة تحتوي علي مواقف إيجابية وأخرى سلبية، فيقوم بخصم أو تجاهل أو عدم احتساب المواقف الإيجابية.

### التبرير أو المنطق العاطفي
يفترض التبرير العاطفي أن المشاعر تعكس واقع أو حقيقية الأشياء، وبالتالي معاينة الواقع باعتباره انعكاسا للأفكار المرتبطة به عاطفيا. وأن التفكير في صحة شيء ما يعتمد فقط على الشعور تجاهه. بعبارة أخرى، رؤية حقيقة الأشياء من خلال طريقة شعورنا نحوها. أي أننا نبرهن (نبرر) على صدق ما نشعر به من خلال التعديل في حقيقة الشيء ليتناسب مع ما نشعر به.
- على سبيل المثال: «أشعر (أي أعتقد أنني) أنني غبي أو ممل، ولذلك فمن المؤكد أنني كذلك بالفعل لأنني أشعر بذلك».
- مثال آخر: أشعر بالخوف من ركوب الطائرات، ولذلك فمن المؤكد أن الطائرات لا بد وأن تكون وسيلة خطيرة جدا للسفر لأنني أشعر بذلك.

### مغالطة التغيير
الاعتماد على الضبط الاجتماعي للحصول على أفعال تعاونية من شخص آخر.

### التصفية العقلية
حيث يعمل العقل كمرشح (مصفاة) يمرر معلومات معنية (غالبا سلبية) فيما يتجاهل معلومات أخرى (غالبا إيجابية). أو بعبارة أخرى هو ميل الدماغ إلى تصفية (تجاهل) المعلومات التي لا تدعم معتقدات الفرد التي تكونت داخله بالفعل، ويُعتبر هذا التشوه قريب الشبه بخصم الإيجابيات، إلي أن التصفية العقلية يمكن أن تُصفي (تتجاهل) أية معلومة (إيجابية أو سلبية) تتعارض مع ما يعتقده الشخص.
- على سبيل المثال: بعد تلقي تعليقات عن عمل معين، يركز الشخص على التعليق السلبي الوحيد ويتجاهل باقي التعليقات الإيجابية.

### القفز إلى الاستنتاجات
الوصول إلى الاستنتاجات الأولية (عادة ما تكون سلبية) اعتمادا على القليل (إن وجدت) من الأدلة. وهناك نوعين فرعيين محددين:
- قراءة الأفكار: استنباط الأفكار المحتملة أو المتوقعة من الشخص، من خلال سلوكياته والتواصل غير الكلامي في سياق الموقف. مع اتخاذ احتياطات لأسوأ حالة مشكوك فيها.
  - مثال: يفترض الطالب أن من يقوم بقرائة بحثه قد قام بالفعل بتكوين رأيه حول موضوع البحث، وبالتالي فإن كتابة البحث هي أمر لا طائل منه.
- العرافة (الكهانة): توقعات لما يمكن أن تؤول إليه الأمور قبل حدوثها.
  - على سبيل المثال: أن يكون الطالب مقتنعا بالفشل قبل دخول الاختبار، في حين أنه استعد له جيدا.

### الوصم والوصم الخاطئ
الوصم هو نوع أحد الأشكال التعميم المفرطة؛ حيث تُعزى (تُنسب) أفعال الشخص إلى شخصيته بدلا من كونها تصرفا عارضا. فبدلا من افتراض أن التصرف الذي قام به الشخص هو تصرف عرضيا أو خارجيا، يتم تسمية وصم معين لوصف شخصية ذلك الشخص أو الشيء. فيما ينطوي التصنيف الخاطئ على وصف حدث مع لغة لها دلالة قوية على تقييم الشخص لهذا الحدث.
- مثال على «الوصم»: بدلا من الاعتقاد بأنك ارتكبت خطأ ما، فإنك تعتقد أنك شخص خاسر أو مُخفق، لأن الخاسر أو المُخفق) فقط هو الذي من شأنه أن يقوم بهذا النوع من الأخطاء. أو وصم شخص بأنه «وغد أو حقير» بناءا على الانطباع الأول، دون وجود سبب أكثر تحديدا لوصفه بذلك.
- مثال على «الوصم الخاطئ»: المرأة التي تُلحق أطفالها بمركز للرعاية اليومية هي يتم وصمها بأنها «متخلية عن أطفالها للغرباء»، لأن الشخص الذي يصمها بذلك يقدر بشدة العلاقة بين الأم والطفل.

### التهويل والتهوين
التهويل (المبالغة) هو إعطاء قيمة أكبر نسبيًا لحالة الفشل أو الضعف أو التهديد المتصور، والتهوين (التقليل) هو إعطاء قيمة أقل لحالة النجاح أو القوة أو الفرصة المتصورة، بحيث تختلف تلك القيمة عن تقييم الآخرين لهذا الحدث أو لهذه الحالة. ويشيع التهويل بصورة كافية في عموم الشعب لدرجة ترويج مقولات مثل «صنع من الحبة قبة.» فعادة ما يقوم المكتئبون بالتهويل (المبالغة) في الصفات الإيجابية لـلآخرين، فيما يهونون (يقللون) من قدر الصفات السلبية. هناك نوع فرعي واحد للتهويل:
- تقدير الكوارث - إعطاء أكبر قيمة لأسوأ النتائج المحتملة، رغم أنها مستبعد حدوثها، أو الشعور بأن موقف ما لا يحتمل أو مستحيل في حين أنه موقف غير مريح فقط.
- على سبيل المثال: مراهق خائف جدا (تهويل) من بدء تدريب القيادة لأنه يعتقد انه سوف يقوم بحادث سير.

### التعميم المتحيز
وضع تعميم متحيز بناءً على خبرات أو أدلة غير كافية. وخلق استنتاج عريض على أساس حادثة واحدة أو دليل واحد. باعتبار أنه إذا حدث شيء سيء مرة واحدة فقط، فمن المتوقع أن يحدث مرارا وتكرارا.
- مثال: شخص ذهب لمرة واحدة لجلسة مع أصدقائه ورأى أن الجلسة كانت غير مجدية بالنفع أو أن الأحاديث كانت سخيفة لحد ما وبعد فترة طلب منه صديق آخر الخروج لتناول العشاء والتعرف على اصدقاء جدد فيرفض لأنه سيعمم أن الجلسة ستكون مثل التي كانت قبلها،

أو شخص عازب ويعمل في شركة وكانت إحدى زميلاته غير لائقة في التعامل والحديث وعندما يفكر بالزواج يرفض على اعتقاد أن النساء تشبه بعضها في طريقة التعامل والحديث.

### الشخصنة
إسناد المسؤولية الشخصية، بما في ذلك الثناء أو اللوم، لأسباب أو أحداث لا يسيطر عليها الشخص.
مثال: الأم التي يكافح طفلها في المدرسة تلوم نفسها بشكل كلي بأنها أم سيئة، لأنها تعتقد أن تربيتها الخاطئة هي المسؤولة. إلا أن الواقع أنه قد يكون السبب الحقيقي هو شيء آخر تماما.

### المفروض
قيام الشخص (أو توقع قيام الآخرين) بما ينبغي أو يُفترض القيام به أخلاقيا، بغض النظر عن الحالة الخاصة التي يواجهها الشخص. وهذا ينطوي على الامتثال الصارم للضرورات الأخلاقية الفئوية والتي، بحكم تعريفها، «تُطبق دائمًا»، أو الضرورات الافتراضية التي تنطبق على هذا النوع العام من الحالات. وقد وصف ألبرت إليس هذا الأمر بـ«الضروريات». ووصف الطبيب النفسي مايكل جراهام هذا الأمر بأنه «توقع أن يكون العالم مختلفا عما هو عليه».
- مثال: بعد العرض الموسيقي، يعتقد عازف البيانو أنه لم يُفترض به أن يرتكبت الكثير من الأخطاء.
- وقد قام كتاب ديفيد بيرنز الشعور جيد: العلاج الجديد للمزاج بالتفريق بوضوح بين عبارات «المفروض» المَرضية، والضرورات الأخلاقية، والمعايير الاجتماعية.

### الانفصام (التفكير في الكل أو لا شيء، أو الثنائية الفكرية)
تقييم الذات أو الأحداث بشكل متطرف أو للدرجة القصوى. فإما أنها كلها جيدة أو كلها سيئة، إما أسود أو أبيض، دون وجود منطقة رمادية في المنتصف. مما يتسبب في رؤية النقص الصغير على أنه خطير ومؤلم بشكل لا يصدق. وفي الشقاق دائما ما تسخدم مصطلحات مثل «دائما»، «كل» أو «أبدا» حينما يكون الأمر غير صحيحا ولا مكافئا للحقيقة.
- مثال: عندما يقوم شخص محط الإعجاب بارتكاب خطأ بسيط، يتحول الإعجاب إلى ازدراء.

## إعادة البناء الإدراكي
إعادة البناء الإدراكي هو شكل شائع من أشكال العلاج المستخدم لتحديد وكسر التشوهات الإدراكية. وعادة ما يستخدم مع الأفراد الذين يعانون من الاكتئاب. ويهدف علاج إعادة الهيكلة المعرفية إلى القضاء على «الأفكار التلقائية» التي تخلق وجهات نظر مختلة أو سلبية. وتٌعتبر إعادة الهيكلة المعرفية المكون الرئيسي للعلاج السلوكي المعرفي لبيك وبيرنز.

## التشويه المعرفي كدفاع نرجسي
يُستخدم التهويل والتهوين عادة من قِبل النرجسيين لمواجهة وحماية الذات من الألم النفسي.